# 王敦之乱
王敦之亂是東晉初年發生的一場動亂，爆發於晉元帝永昌元年（322年），結束於晉明帝太寧二年（324年）。動亂由出身琅琊王氏的權臣王敦所發動，以誅劉隗為名進攻建康，並擊敗朝廷軍隊。後自任丞相，誅殺周顗等人，並在武昌遙控朝廷。晉元帝死後，晉明帝繼位，王敦意圖奪位，但晉明帝已準備反擊王敦。同時王敦亦患病，面對晉明帝的討伐，只得由兄長王含與部下將領錢鳳等領軍與朝廷軍隊作戰，但最終失敗。王敦亦在戰事期間病逝。

## 起因
王敦與堂弟王導都是東晉的開國功臣，當日仍是琅邪王的晉元帝司馬睿初鎮建康時仍沒有威望，江南士族以至平民都無人理會他，王導與王敦則為他建立威望，建立起在南方較安定地方的一個朝廷。王導主掌政策事務，而王敦則掌握軍事力量，對東晉建立有極大的貢獻，當時的人更稱「王與馬，共天下」可見王氏的地位和影響力。
但東晉朝廷建立後，司馬睿希望減弱琅琊王氏的影響力，於是提拔劉隗、刁協等其他士族人士，用以制衡王氏勢力。司馬睿亦忌憚掌握軍事大權的王敦，亦疏遠了曾經極力扶持自己的王導。同時，王敦亦漸見專擅，如自行選置屬下州郡官員，自行加任割據險處的何欽為將軍，更意圖安插親信任州刺史。這些事都讓司馬睿感到厭惡，而王敦亦對司馬睿的過河拆橋之舉大為不快。
同時，受司馬睿重用的劉隗亦不喜歡見到王氏的坐大，建議晉元帝削弱王敦，並提議以宗室司馬承任湘州刺史，出鎮湘州，後王敦寫信勸劉隗與他修好，劉隗亦拒絕。司馬睿亦為防備王敦，讓劉隗和戴淵以防備北方胡人為名領兵出鎮，這都令王敦十分憤怒。太興四年（321年）豫州刺史祖逖病逝，令王敦以為再無人可以在軍事上威脅他，最終決意舉兵動亂。

## 經過

### 舉兵內向
永昌元年（322年），王敦舉兵向建康前進，以誅劉隗為名並上奏劉隗的罪狀。王敦黨羽沈充亦在吳興舉兵響應王敦。王敦到蕪湖時又上奏另一位寵臣刁協的罪狀。司馬睿對王敦的行為十分憤怒，於是決意與他決戰，要親率六軍與王敦對抗，並召命劉隗和戴淵回建康準備防衛王敦的進攻，又下令斬殺王敦就可封為五千戶侯。在朝中任光祿勳的王敦兄長王含見此偷偷乘船投奔王敦。
王敦同時呼喚梁州刺史甘卓，請他一同進攻，甘卓原本答應但最終甘卓都沒有前來，更派參軍孫雙諫止王敦，王敦大驚並以公爵之位請求甘卓支持，甘卓對他的立場猶豫不決。王敦又請司馬承任軍司，但司馬承拒絕，更派主簿鄧騫到襄陽勸甘卓反對王敦，支持朝廷。雖然鄧騫多番規勸，但甘卓仍然不能決定立場。王敦見甘卓猶豫不決，害怕他在背後反對自己，於是派參軍樂道融去請甘卓前來支持。但樂道融憤恨王敦目無君上，圖謀奪位的行為，於是背叛王敦，要甘卓與他合作，襲擊王敦的根據地武昌。甘卓聽後終於有了決定，於是派巴東監軍柳純、南平太守夏侯承、宜都太守譚該等人稱王敦叛逆，率兵討伐，又派參軍司馬讚和孫雙到臺城上報，甘卓因而獲任命為鎮南大將軍、侍中、都督荊梁二州諸軍事，荊州牧，梁州刺史；羅英被派到到廣州與陶侃相會，陶侃後即派參軍高寶率兵北上。武昌城中傳聞甘卓軍已到，眾人大驚而離散。
王敦所派的南蠻校尉魏乂率軍二萬進攻湘州治所長沙，因長沙城城池不穩固而又缺乏軍需儲備，眾人都十分恐懼，有人更勸司馬承投靠陶侃或退守零陵或桂陽，但司馬承堅持要嬰城固守。甘卓寫書司馬承要出兵沔口斷絕王敦歸路，藉以解除長沙之圍，但司馬承勸他直接攻擊王敦。同時王敦亦派甘卬向甘卓求和，甘卓再次猶豫，在豬口停駐了數十日仍不前進。
被召還建康防守的劉隗回京時受到百官在道上歡迎，意氣自若。入宮後與刁協要求司馬睿因王敦叛亂而盡誅王氏，但遭到拒絕，劉隗因而有懼色。同時王導亦率宗族子弟二十多人請罪，都被司馬睿原諒。王導任前鋒大都督，戴淵任驃騎將軍，周札為右將軍、都督石頭諸軍事。又命王廙勸止王敦，但王敦不聽，更留下王廙自行任用。王敦逼近建康時，劉隗被指挀守金城，周札守石頭城，司馬睿親自領軍在城郊準備迎戰。

### 建康陷落
王敦兵臨石頭城，打算進攻金城，打擊劉隗。但部將杜弘認為劉隗死士眾多，不易攻克，建議先攻石頭城；又認為周札少有恩德，士眾不服他，易於攻克，而石頭城一旦被擊破，劉隗就會退走。王敦聽從並進攻石頭城，周札開城門投降。王敦因而佔據石頭城。司馬睿於是命劉隗、戴淵、刁協、王導、周顗、郭逸和虞潭等率軍進攻石頭城，但都被王敦軍打敗。太子司馬紹知道諸軍兵敗後打算親率將士決一死戰，但被太子中庶子溫嶠諫止。
王敦在石頭城中擁兵，不入宮朝見司馬睿，更放縱士卒四處搶掠，當地大亂，官員都逃走，只餘下安東將軍劉超率眾與兩名侍中侍奉司馬睿。司馬睿亦只好脫下戎服，派使者向王敦求和。同時，兵敗的刁協和劉隗回宮見司馬睿，司馬睿流著淚勸二人快點逃走避禍，更給予二人人馬讓他們逃走。但刁協因年老而不能騎馬，亦對人無恩情，元帝召募刁協隨從時竟然全都推辭。刁協行到江乘時被殺，首級被送到王敦那裏；劉隗則領家屬北逃至後趙。
不久在吳興響應王敦的沈充攻破吳國，殺害吳國內史張茂。

### 專掌朝政
司馬睿後命令百官到石頭城見王敦。及後任命王敦為丞相、都督中外諸軍、錄尚書事、江州牧、封武昌郡公；王敦假意辭讓。王敦見太子為人勇敢而有略，朝野中人都支持他，王敦於是打算以不孝為名廢了他，以免日後阻礙自己專政，但遭到溫嶠的大力反對，其他人亦同意溫嶠，王敦無法得逞。但王敦卻因周顗和戴淵二人有很高的名聲和才能而十分忌憚，將二人殺害。王敦亦更置百官及軍鎮，影響數百人，但決策朝令夕改，只是隨心而作。不久王敦即回到武昌，並遙控朝政。後又自行加領寧、益二州都督。
甘卓知道王敦得勝並殺害周顗等人後，又得到王敦命台城所發的騶虞幡，聲言害怕他攻擊武昌會逼王敦劫持皇帝，於是決心撤回襄陽。都尉秦康和樂道融勸甘卓分兵截斷彭澤湖口，斷絕王敦在武昌和建康兩批的軍隊的接觸支援，讓王敦士眾自動離散。但甘卓十分堅決，斷然拒絕。
同時，攻打長沙的魏乂手下捕捉了司馬承派出求援的周該和周崎，魏乂向周崎說王敦已擊敗朝廷軍隊，主掌建康朝政，而甘卓亦已回襄陽，援軍不會再來，要周崎去勸降，瓦解軍心。周崎假意答應但卻和城中人說援軍快到，鼓勵繼續堅守，最終遭到殺害，周該亦被拷問至死。及後魏乂攻擊轉猛，又將王敦送來的朝廷文章射入城內，城內的人知道朝廷戰敗都十分惆悵的惋惜。兩軍攻守一百多日後，衡陽太守劉翼戰死，士卒死傷枕藉，最終城被攻破，捕擄司馬承等人，又殺害譙王長史虞悝。魏乂又以檻車送司馬承和舂陵縣令易雄到武昌，王廙受王敦之命在途中殺害司馬承。易雄到武昌後仍然意志高亢，沒有懼色，王敦畏懼他言辭剛正，將他釋放，但王敦不久即派人將他暗殺。
甘卓到襄陽後，家人都勸他防備王敦，但甘卓不聽，命手下士兵解甲耕作，每聽到防備王敦的諫言都會大怒。襄陽太守周慮受了王敦的密令，假稱湖中有很多魚，要甘卓將手下士兵都派去捕魚。之後周慮領兵在甘卓寢室襲擊甘卓，並將他殺死，斬下頭顱送交王敦，又殺害甘卓的幾名兒子。後王敦任命周撫代替甘卓的位置。
王敦掌握朝政後，四方的朝貢大多都進了他的府第，同時將相州牧的任命皆由他掌握，所任用的都是他的親信或琅琊王氏的族人。同時又以沈充和錢鳳為謀主，二人的計謀都會聽從。又任用諸葛瑤、鄧嶽、周撫、李恆、謝雍等人，更縱容沈充等人胡作非為。王敦堂弟王棱多次勸諫王敦，卻遭到王敦暗殺。同年司馬睿憂憤成疾，最終病死，由太子司馬紹繼位。

### 圖謀篡位
太寧元年（323年），王敦謀求篡位，諷諫朝廷徵召自己，司馬紹於是手詔徵召王敦。王敦及後移鎮姑孰。司馬紹因畏懼王敦，想以郗鑒作為外援，於是任命郗鑒為兗州刺史，都督揚州江西諸軍事，並鎮守合肥。王敦忌憚郗鑒，表他為尚書令還朝，途中王敦與郗鑒相會，二人意見不合，不再見面但仍強留郗鑒。王敦黨眾勸王敦殺死郗鑒，但王敦不肯。之後郗鑒回朝，與司馬紹共謀討伐王敦。
王敦侄兒王允之受王敦喜愛，經常跟隨著王敦。一次王敦在夜裏與親近的人一起喝酒，王允之稱醉倒下，王敦則與錢鳳商討叛逆篡位的事，王允之於是聽到全部內容，之後當場嘔吐大作。錢鳳走後，王敦再看王允之，見他嘔吐得衣身都沾污了，以為他已醉得不省人事，不再懷疑。之後王允之要求去見當時在朝中任廷尉的父親王舒，到後則將王敦的圖謀告訴父親，王舒於是與王導一同報告司馬紹，暗中作好準備。
此時王敦集團繼續為篡位作準備，如周札一族在當時十分強盛，共有五人獲封侯，是最大勢力的江南士族，王敦因而十分忌憚周氏。王敦於此時患病，錢鳳勸他剷除周氏，王敦同意。又因周嵩因王敦在上一年殺害其兄周顗而懷恨在心，稱王敦的指定繼承人王應不宜領兵，令王敦十分厭惡。最終王敦於次年誣陷周嵩與侄兒周莚與當時一名施行法術的道士李脫圖謀不軌，將他們收捕處死。另王敦又派參軍賀鸞與在吳國的沈充一同盡殺周札的家人，又進兵會稽，周札在對戰中遇害。王敦又殺害冉曾、公乘雄等數名晉元帝的腹心。

### 晉室反擊
王敦的病愈來愈嚴重，於是矯詔讓王應任武衛將軍，作為自己副手，又任命王含為驃騎將軍，開府儀同三司。錢鳳一次問王敦一旦他身故，是否應一致擁戴王應，將所有事交給他。王敦說今天做的是非常的事，不是常人可以擔當，而王應年少，不能擔當大事。說他死了以後，上計是解兵回歸朝廷；中計則是退守武昌，擁兵自守；下計則是謀反動亂，顛覆朝廷。錢鳳卻認為下計才是最好的計謀，與沈充決定在王敦死後發動叛亂。之後丹陽尹出缺，王敦表溫嶠為丹陽尹，意圖借此監視朝廷動靜；但溫嶠卻向司馬紹報告王敦的圖謀，更與庾亮一同策劃討伐王敦的計劃，令王敦大怒。
司馬紹知道王敦病重的消息後，一向面派人去問候王敦，另一方面卻微服到蕪湖觀察王敦的營壘，又向大臣詢問王敦的起居。後問光祿勳應詹應否討伐，應詹勸他討伐，於是決定了進攻，加司徒王導為大都督，領揚州刺史；以溫嶠和卞敦守石頭城，應詹守朱雀橋，郗鑒都督從駕諸軍事。另亦召命臨淮太守蘇峻、兗州刺史劉遐、徐州刺史王邃、豫州刺史祖約、廣陵太守陶瞻一同入建康保衛建康並助討王敦。
王導帶領子弟為王敦發喪，而司馬紹亦假稱王敦已死，下詔討伐王敦的黨羽；眾人都以為王敦已死，士氣增強。王敦接詔後大怒，但因病重而不能領兵，於是命王含為元帥，命錢鳳與冠軍將軍鄧岳及周撫領兵攻向建康，並以誅殺奸臣溫嶠為名號。王含水陸並進，領五萬兵到江寧南岸，逼近建康，眾人驚懼，溫嶠移駐北岸，並燒毀朱雀桁，令王含不能渡過秦淮河攻擊。王導期間曾試圖勸降王含，但王含沒有回答。後司馬紹率諸軍出屯南皇堂。並在一夜招募壯士，派將軍段秀和中軍司馬曹渾等率千兵渡過秦淮河，攻其不備。後即在清晨在越戰與王含交戰，大破王含軍，並斬將領何康。
王敦知道王含兵敗後大怒，更試圖要起身領軍反攻，但因病重而不能起身。錢鳳後亦到江寧南岸，與司馬紹所率諸軍交戰，頻頻戰敗。王敦知自己不久人世，向少府羊鑒和王應要求在他死後要先置文武百官才辦喪事。不久王敦病逝，王應秘不發喪，用蠟處理屍體並埋在屋中就與諸葛瑤等縱情聲色。
司馬紹亦曾派人以司空之位引誘沈充歸降，但沈充拒絕，領兵攻向建康。早前宗正卿虞潭因病回會稽，聽聞沈充起兵後即在餘姚起兵討伐沈充，司馬紹於是任命虞潭為會稽內史。前安東將軍劉超和宣城內史鍾雅亦起兵討伐王敦；義興人周蹇亦殺王敦任命的太守劉芳，祖約亦驅逐王敦任命的淮南太守任台。沈充及後帶領一萬多兵與王含軍會合，司馬顧颺獻計沈充，上計建議他引湖水灌入建康，乘水勢以水軍入城；中計建議他集合兵眾，全力進攻；下計為殺死錢鳳歸降，但沈充都不接納。及後劉遐和蘇峻等軍來到，沈充與錢鳳打算趁遠度南下的劉遐等軍疲乏而攻擊，於是領兵渡過秦淮河，應詹、趙胤等領兵抵抗但不果。沈充和錢鳳及後到達宣陽門，遭到劉遐和蘇峻擊破，劉遐及後又在青溪大破沈充。
當時尋陽太守周光因王敦興兵而領數千人趕來，到後求見王敦，但王應以王敦患病而推卻，周光於是推論王敦已死，更向兄长周撫說：「王敦已死，你為何仍與錢鳳等人一起做逆賊？」各部眾聽後都感到愕然。王含見多次戰敗，決定燒營逃走，司馬紹回宮大赦，惟王敦黨眾不赦，並命諸將追擊王敦各黨羽，如派庾亮督蘇峻等追擊沈充，溫嶠督劉遐等追擊王含、錢鳳。王含當時想到荊州投靠王舒，但王應認為到江州投靠王彬更好，王含不聽從王應所說而投奔荊州。王含與兒子乘船到荊州，王舒派兵迎接，但其實是命人推他們進江水中溺死。王敦屍首被起出，焚毀衣服並跪著斬下頭顱示眾。錢鳳到闔廬洲時被周光殺死；沈充則誤入舊將吳儒的家，被吳儒殺死，並傳首至建康，與王敦的頭一同掛在朱雀桁上。至此王敦之亂正式結束。

## 影響
- 王敦之亂期間，東晉集中應付內鬥，對於北方的侵擾都沒有力量去應付，導致後趙在王敦之亂期間奪取了東晉兗州、徐州和豫州的大片土地。
- 蘇峻憑著協力平定王敦之亂而有功獲封賞，並且威望漸長，軍事力量強大。但同時蘇峻亦驕傲自滿，甚至有異心，最終導致了後來的蘇峻之亂。